# Amphithéâtre d'Italica
L'amphithéâtre d'Italica est construit dans la ville romaine d'Italica en Hispanie.

## Histoire et description

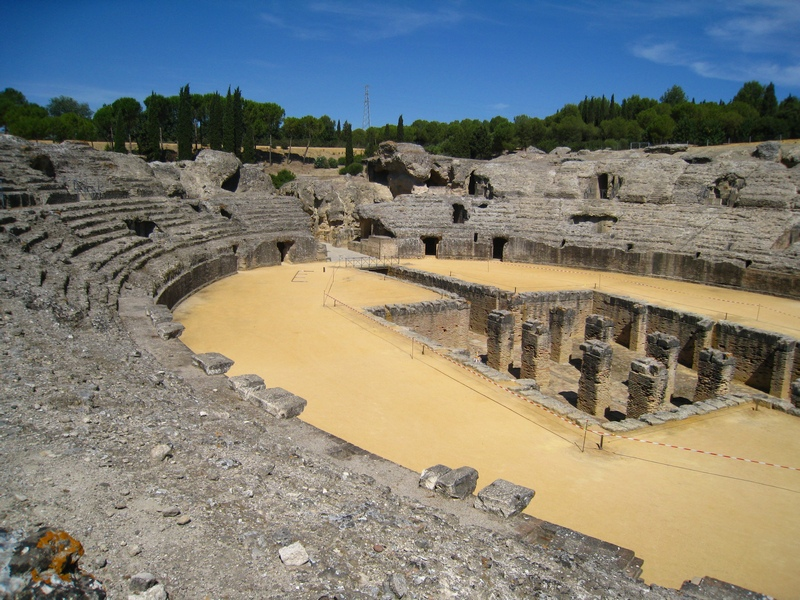
Les ruines de l'amphithéâtre.

Il est édifié au début du IIe siècle par l'un des deux empereurs dont la famille est installée à Italica, Trajan ou Hadrien.
C'est un des plus grands amphithéâtres par ses dimensions - 157 mètres quant à son grand axe (en comparaison, les deux plus grands amphithéâtres, le Colisée et l'amphithéâtre de Capoue ont respectivement un grand axe de 188 mètres et 167 mètres). Il aurait pu accueillir 25 000 spectateurs sur trois étages alors que la population romaine de la ville est estimée à 8 000 ou 10 000 personnes.
Les jeux du cirque et les pièces de théâtre sont financés par l'aristocratie locale (magistrats). Des naumachies sont possibles dans cet amphithéâtre. Il possède des machineries pour les spectacles, dont une partie est située au centre dans l'espace souterrain, qui était recouvert de planches de bois.

## Galerie d'images

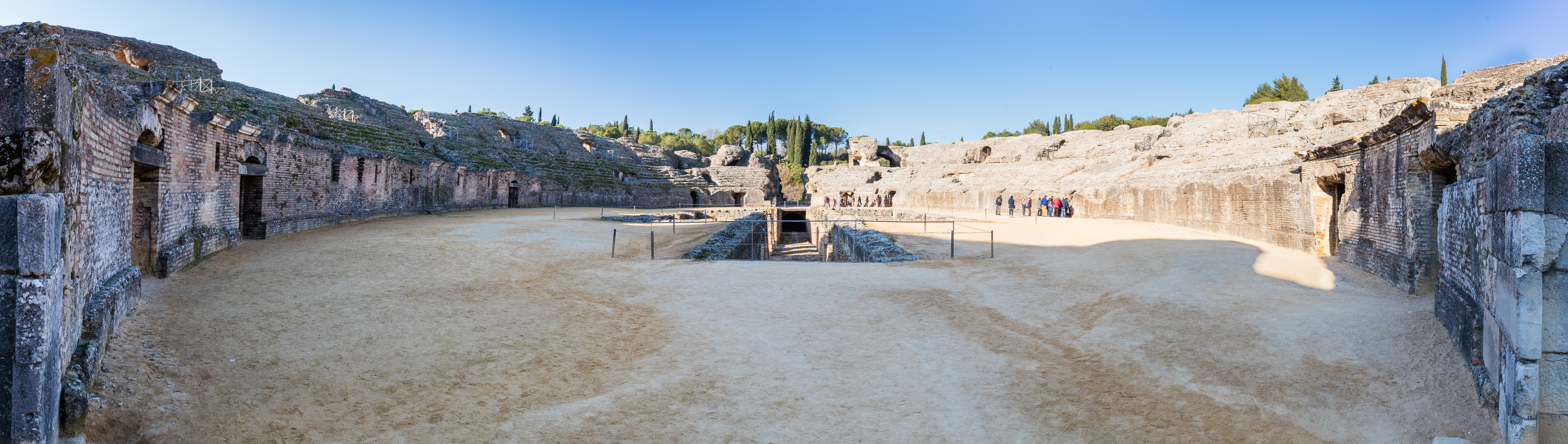
Panorama de l'intérieur de l'arène de l'amphithéâtre.

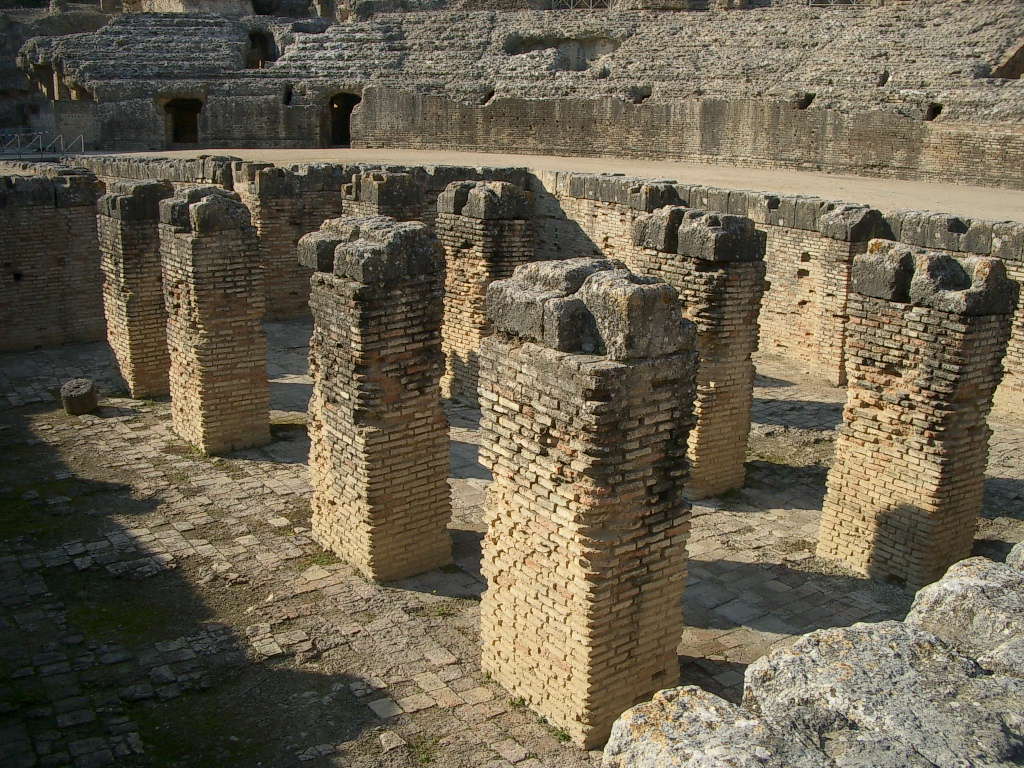
Lieu où est situé les machineries.
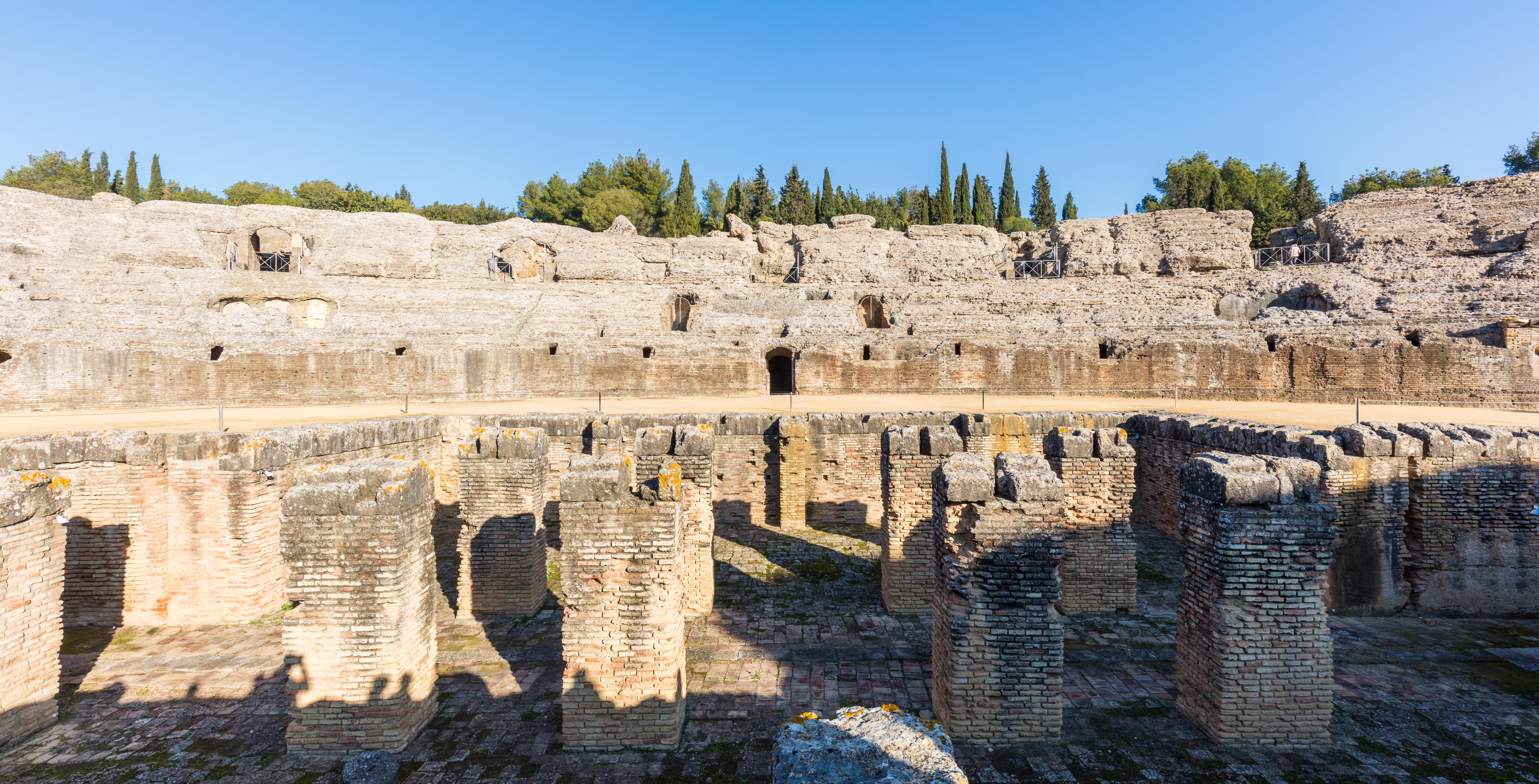
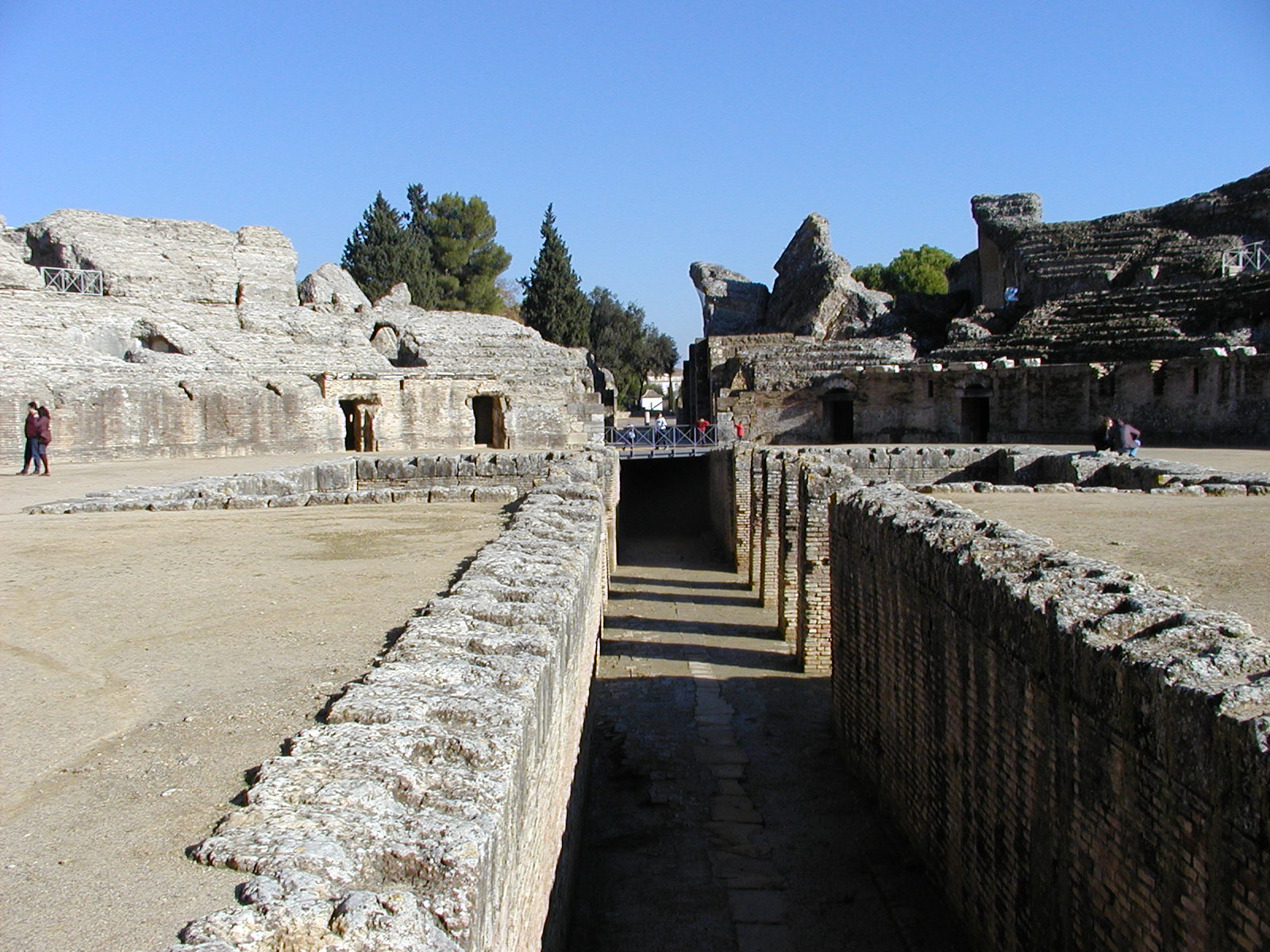
Couloirs intérieurs.
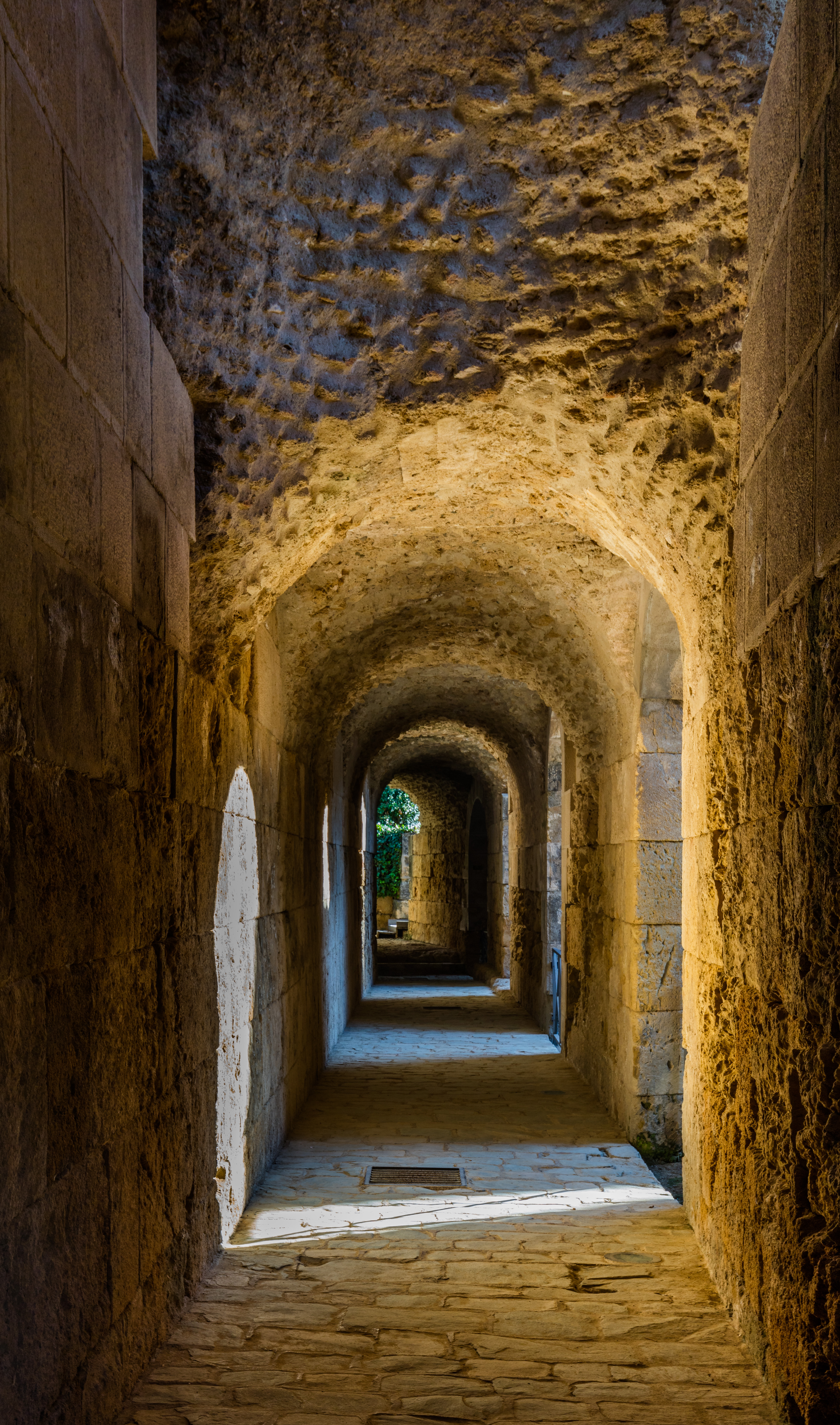
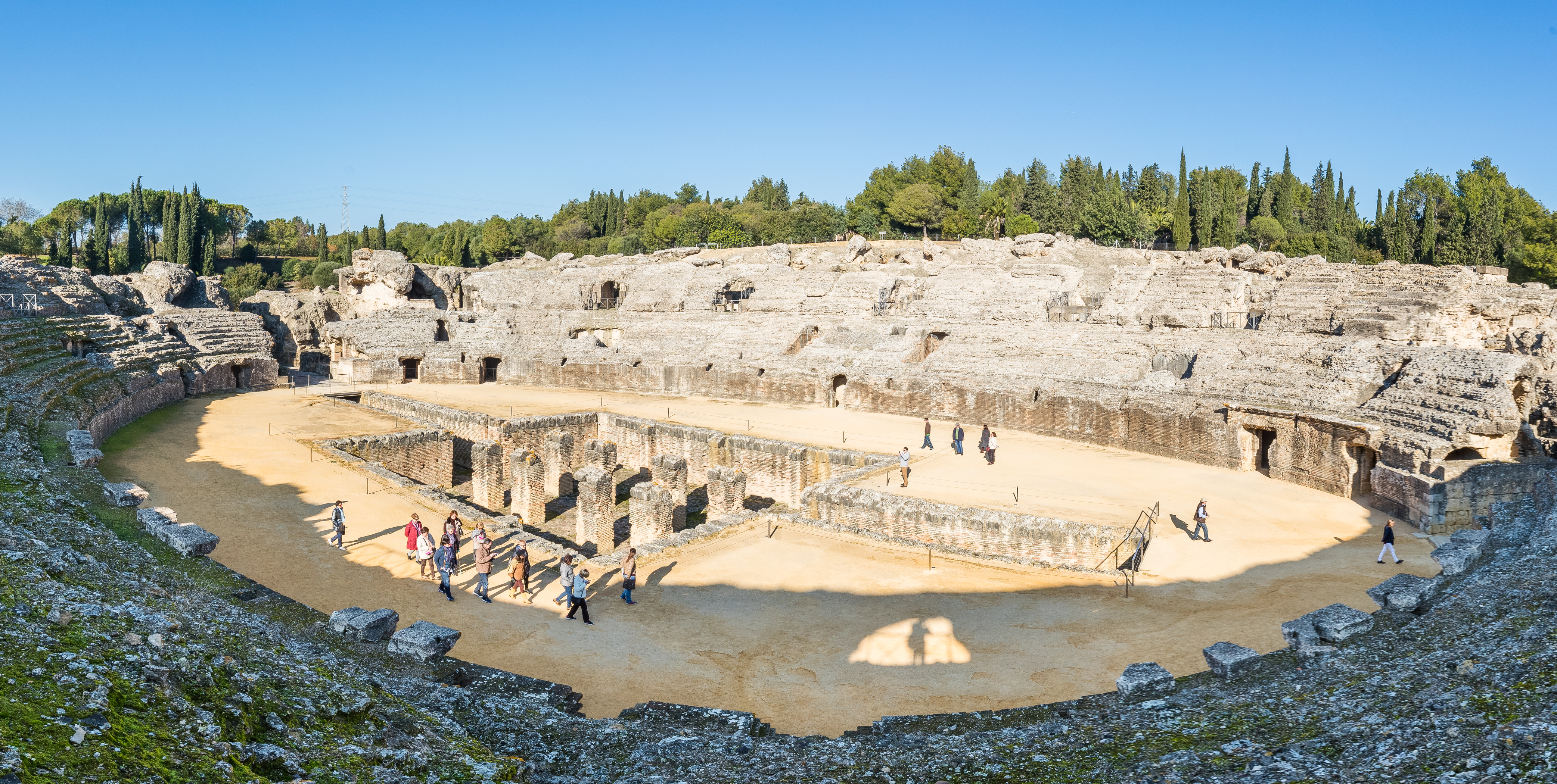